# Miguel Cané (La Pampa)
Miguel Cané es una localidad de la provincia de La Pampa, Argentina. Pertenece al Departamento Quemú Quemú.

## Historia
Miguel Cané fue fundada el 8 de mayo de 1908, en terrenos que poseían descendientes de Miguel Cané, autor del libro "Juvenilia", quien había fallecido en 1905, y cuyo nombre se destacó en la zona como propietario de colonias de campo en el lugar; asimismo según revela la historia de la fundación, esta incluyó una subasta de predios a cargo de Eduardo de Chapeaurouge.
El año 1908 tuvo además una característica importante, ya que fue el más prolífico en nacimientos de pueblos en La Pampa, de manera que aquí es necesario destacar que durante 1906 y 1911 en esta provincia se fundaron casi 50 localidades.
Como casi todos los pueblos de la zona a la que llegó el ferrocarril, la ubicación de Cané, a aproximadamente 15 km de la provincia de Buenos Aires, tuvo estrecha relación con el trazado de la vía del ferrocarril; y si bien los datos no son precisos en cuanto a fecha en que se ubicó el riel, sí se perpetúan en la memoria las vías de acero como parte fundamental en los inicios de la localidad.
Ya en 1909 Cané tuvo su primera escuela a le que luego sumó otra escuela rural, obteniendo su organización comunal en 1919, alcanzando luego la jerarquía de Municipalidad y desde 1956 cuenta con el establecimiento asistencial Dr. José Ingenieros, en cuya edificación funcionó luego un centro geriátrico. Asimismo conformaron la vida de la localidad la biblioteca popular Rivadavia, juzgado de paz, registro civil, policía y sucursal del Banco de La Pampa.
Su comunidad generó sus propias entidades sociales como la Sociedad Española y el Club Social y Deportivo Miguel Cané, que tuvo sus épocas de esplendor en la actividad futbolística y aunque esta institución desapareció continuó su funcionamiento el Club Juventud Regional.

## Toponimia
El nombre es en homenaje al escritor y político Miguel Cané.

## Población
Contó con 803 habitantes (Indec, 2010), lo que representó un incremento del 14,7% frente a los 700 habitantes (Indec, 2001) del censo anterior.
El censo nacional 2022 arrojó 763 habitantes y 353 viviendas.
| Gráfica de evolución demográfica de Miguel Cané entre 1991 y 2022 |
|                                                                   |
| Fuente: Censos nacionales del INDEC                               |